# Bibiana de Roma
Santa Bibiana nasceu no século IV em Roma de pais cristãos, o antigo prefeito de Roma chamado Flaviano e sua mãe Dafrosa, que foram martirizados quando o imperador romano Juliano, o Apóstata iniciou uma perseguição aos cristãos. 

## Biografia
Bibiana e sua irmã Demétria, órfãs, foram aliciadas para a prostituição, algo comum em Roma, e com a recusa, Bibiana foi presa e torturada até à morte a chibatadas por não ceder. Aqueles que a tocavam, de acordo com a lenda, eram acometidos de loucura. Por conta disso, ela foi transferida para um hospício, onde os doentes se curavam. Tendo morrido em 361, seus restos mortais foram lançados aos cães numa rua de Roma, no Fórum Tauriano. Diz-se que eles não encostaram em seu corpo, que foi enterrado dias depois. No local de seu enterro floresceu um belo jardim e diz-se que as ervas dele colhidas serviam para curar diversas doenças, de dor de cabeça a epilepsia e assim sua tumba se tornou um local de peregrinação. Em cima dela foi construída uma capela e mais tarde a bênção do papa Simplício (468-83), criou uma basílica em honra da jovem mártir. A Igreja de Santa Bibiana ainda está no local.

## Influências
Santa Bibiana é também uma bela escultura de Gian Lorenzo Bernini, (1598-1680), grande escultor do Barroco Italiano, cujos traços refinados trazem às suas obras um jogo de suavidade, ternura, paixão, mesmo para o observador mais incauto. Até mesmo as esculturas dos santos apresentam uma vivacidade que pouco se encontra em traços de representações dos mesmos. Isso os torna vivos, sagazes, com movimento e não apenas representações imóveis.
Bernini era um dos melhores propagandistas da Igreja Católica durante o Barroco. A Igreja se utilizava da perícia de grandes artistas para suas pregações e para a disseminação da fé. A escultura de Santa Bibiana encontra-se hoje na igreja de mesmo nome em Roma. Sua fachada também foi restaurada por Bernini, dando sua aparência atual. Os corpos da mãe e da irmã de Bibiana foram encontrados em um sarcófago e depositados em urnas sob o altar principal. 

## Paróquia de Santa Bibiana - SP
Santa Bibiana possui uma igreja matriz na cidade de Martinópolis e é padroeira da cidade localizada a 565 km da capital do estado de São Paulo.
Esta paróquia possui 28 capelas em todo seu município, tendo orientação espiritual da ordem de padres palotinos, cujo padroeiro é São Vicente Pallotti. Pertence à diocese de Presidente Prudente, cidade situada a 29 km a oeste.
Em 2010, 2 de dezembro passou a ser feriado municipal na cidade de Martinópolis.